# Dolní Nivy
Dolní Nivy (in tedesco Unter Neugrün) è un comune della Repubblica Ceca facente parte del distretto di Sokolov, nella regione di Karlovy Vary.